# ماسايوشي أوكادا
ماسايوشي أوكادا، حكم كرة قدم ياباني دولي.
و قد حكم في كأس الخليج 1996 ،و قد أدار مباراة منتخب قطر لكرة القدم ومنتخب السعودية لكرة القدم في 19 أكتوبر 1996.

## روابط خارجية
- ماسايوشي أوكادا على موقع Soccerway.com (الإنجليزية)